# Paul Lotsij
Paulus Jan "Paul" Lotsij (ur. 4 lutego 1880 w Dordrechcie, zm. 19 września 1910 w Amsterdamie) – holenderski wioślarz, srebrny medalista olimpijski.
Wystąpił na igrzyskach olimpijskich w Paryżu w 1900, gdzie holenderska osada Minerva Amsterdam w składzie: Coenraad Hiebendaal, Geert Lotsij, Paul Lotsij, Johannes Terwogt i Hermanus Brockmann (sternik) zdobyła srebrny medal w czwórkach ze sternikiem (Finał B). Do złotych medalistów, Niemców z Germania Ruder Club, Holendrzy stracili 4 sekundy. Był to jego jedyny start olimpijski.
Inny holenderski wioślarz, Geert Lotsij, był jego starszym bratem.